# 花のスター街道
『花のスター街道』（はなのスターかいどう）は、1987年3月17日にビクター音楽産業（現：JVCケンウッド・ビクターエンタテインメント）から発売されたファミリーコンピュータ用アクションゲームである。

## 概要

### ストーリー
ハタノ・モエタ（17歳、博多出身）とトヨタ・ゴロー（17歳、広島出身）が意気投合してコンビを組み、上京して、スターを目指すゲーム。アイテムを集めレコード会社への売り込みに始まり、コンサート会場、海外進出となっていく。

### システム
- 二人を同時に操作する。十字ボタンの上下で二人の距離を変えられる。二人は同じ動作をする。
- 攻撃方法は歌から繰り出す「カリスマ波」で、敵に1発当てると一定時間動きを止められる。その間に敵を挟み込むと、倒すことができて、相手はアイテムを落す。止まっている間に再びカリスマ波を撃って倒すこともできるが、アイテムを落さない。ただし、カリスマ波を当てても動きが止まらない、3発以上当てないと倒せない、挟み込むとミスとなってしまうなど、例外的な敵も存在する。
- 敵の攻撃や、落下物に当たると、ステージクリアアイテムがある場合はそれがなくなり、ない場合はゴールドディスクが一枚減り、それもない場合はミスとなり、残り人数が一人減る。また敵に直接触れてもミスとなる。
- 二人のどちらかの残り人数がなくなるとゲームオーバーとなる。
- 通常のステージが5つ、隠しステージが1つ。各通常ステージは複数のエリアに分かれていて、歩道橋や地下道で移動できる。隠しアイテムを集めていくと、隠しステージの6面をプレイする事ができる。
- 各ステージに入れる建物があるが、条件を満たしていないと入れない。中は迷路のようになっていて、ゴール（ステージ）に条件を満たしている状態で二人で乗ると、ステージクリアとなる。条件を満たしていないときは建物から出される。
- 楽器のアイテムを取ると、一定時間、無敵状態になる。
- 画面上部のハートの個数は制限時間を表している。なくなると、二人は同時にミスとなる。建物に入ることで、ハートは全回復する。また、建物内でゴールドディスクを獲得したときに少し回復する。

## ステージ構成
1面
原宿でディスクを集める。
2面
青山。スタジオJVCを目指す。
3面
新宿。スタジオアルタを目指す。
4面
渋谷。分岐があり、MHKホールがある。
5面
六本木。武道館を目指す。
6面
ニューヨーク。マジソンスクエアガーデンでのコンサートを成功させる。

## 評価
- ゲーム誌『ファミコン通信』の「クロスレビュー」では合計20点（満40点）となっている[3]。

- ゲーム誌『ファミリーコンピュータMagazine』の読者投票による「ゲーム通信簿」での評価は以下の通りとなっており、15.07点（満30点）となっている[1]。

| 項目 | キャラクタ | 音楽 | 操作性 | 熱中度 | お買得度 | オリジナリティ | 総合  |
| 得点 | 2.79       | 2.65 | 2.36   | 2.38   | 2.26     | 2.63           | 15.07 |

- ゲーム本『悪趣味ゲーム紀行』（1999年、マイクロデザイン出版局）では、「芸能界とアクションゲームをくっつけようと考えた時点でプロデューサーの目にどんなゲームが見えていたか計りしれませんが着想自体がはっきりいって心底しょうもない」、「自機が2人のキャラクターを方向キーの上下で離したりくっつけたりしながら同時に移動やジャンプなどの操作をすることがゲームの勘所です。これが実に斬新だと思うのですが斬新なだけでした。（中略）片方のキャラクターが引っかかる問題を開き直ってゲーム性にしており、わざと操作性で難易度をつけています」、「企画屋が芸能界に対するいい加減な知識から妄想を膨らませたのか、正直言ってこれ位失敗するのも難しいくらい失敗しています」と評している[4]。